# Lampranthus conspicuus
Lampranthus conspicuus är en isörtsväxtart som först beskrevs av Adrian Hardy Haworth, och fick sitt nu gällande namn av Nicholas Edward Brown. Lampranthus conspicuus ingår i släktet Lampranthus och familjen isörtsväxter. Inga underarter finns listade i Catalogue of Life.